# L'impero di Ash
L'impero di Ash (Empire of Ash) è un film del 1988 diretto da Michael Mazo.
È un film fantascientifico canadese di ambientazione postapocalittica sceneggiato e prodotto da Loyd A. Simandl. Il film è stato ridistribuito nel 1989 col titolo Empire of Ash II e in seguito rieditato come Maniac Warriors per il mercato statunitense. Ha avuto un seguito, Empire of Ash III (Last of Warriors per il mercato statunitense).

## Trama
XXV secolo. Dalle ceneri di una pestilenza i sopravvissuti sani piombano in un cupo medioevo, e si danno da fare per costruire una nuova società, mentre cercano di resistere agli attacchi di un'orda di barbari composta dai sopravvissuti infetti. Essi si aggrappano alla vita con l'ausilio della Medicina: continue trasfusioni di sangue di vittime non contaminate concedono loro una vita normale per un breve tempo.
Da questi ultimi viene rapita la sorella di Danielle. Danielle si precipita a salvarla con l'aiuto degli allegri compari in un clima di violenza, pallottole vaganti, medici mutanti, uomini di Chiesa che si proclamano profeti di religioni dimenticate dai propri Padri alle quali si alternano scene di nudo, dialoghi incoerenti e sfilate d'improbabili mezzi corazzati. Alla fine tutto ritorna come prima, ed i malati vengono quasi tutti eliminati.

## Produzione
Le riprese si svolsero nella Columbia Britannica, anche se la storia è ambientata nel Nuovo Idaho.
La casa di produzione canadese non era contenta dei risultati al botteghino, ma doveva recuperare almeno una parte dei cinquantamila dollari che era costata la produzione. Fu un'idea del regista stesso riproporre lo stesso film l'anno dopo, facendolo passare per un sequel. L'idea non fu molto apprezzata dal pubblico e il film fu venduto alla North American Picture, che provvide a conferirgli una coerenza nella fabula: in questa edizione viene introdotta la storia del virus che aveva decimato il genere umano. Inizialmente non veniva spiegato alcun virus, e questa era la soluzione più ovvia: c'erano troppe conifere e specchi d'acqua per le conseguenze di un fall-out, e troppi mezzi corazzati per giustificare un tracollo economico causato dall'esaurimento del petrolio. Così i mutanti sono ora "infetti". Esso viene spiegato dal narratore durante il film, con sottofondo di chitarra: siamo nel venticinquesimo secolo, siamo in Nuova Idaho, e il compito dei novelli templari è di difendere dai "peccatori" la terra che diventerà la "Nuova Madre".

## Critica
Il campo lunghissimo offre notevoli panoramiche di foresta vergine e incontaminata, ma anche i piani medi sui personaggi lasciano trasparire i fiumi puliti dalle rive pietrose, sulle cui rive la gente pesca contemplando l'immensità che li circonda.
Questo messaggio è caro ai canadesi: la natura, la "Grande Madre" che dà speranza e nutrimento ha conosciuto tempi migliori di questo cupo medioevo e l'unica salvezza è allearsi con essa; gli appestati invece usano mezzi meccanici per sopravvivere, e questi mezzi meccanici sfruttano incondizionatamente esseri della natura, ignorando che il prosciugarsi delle risorse non farà altro che ucciderli. Si torna alla religione dei Nativi: si venera la Natura, la Madre Idaho, si collabora col mondo animale. Questo è il messaggio del film che accomuna il filone catastrofico canadese.
Fantafilm scrive che si tratta del "solito repertorio alla post-apocalittico di serie B: mutanti in saio da lebbrosi, esplosioni e sparatorie, motociclette e mezzi corazzati modificati, elmetti e giubbotti rinforzati con placche di metallo e borchie varie, sceneggiatura in stile fumetto, e qualche nudo femminile."

## Sequel
Nel sequel Empire of Ash III, noto negli Stati Uniti come Last of Warriors, la trama va incontro al gusto dell'epoca: l'ibridazione, spesso di gusto spiccatamente fumettistico, tra la fantascienza e il cinema d'azione violenta.